# Kronlav
Kronlav (Pachyphiale fagicola) är en lavart som först beskrevs av Hepp, och fick sitt nu gällande namn av Philipp Franz Wilhelm von Zwackh-Holzhausen. Kronlav ingår i släktet Pachyphiale och familjen Gyalectaceae.  Arten är reproducerande i Sverige. Inga underarter finns listade i Catalogue of Life.